# Thorictus subcastaneus
Thorictus subcastaneus là một loài bọ cánh cứng trong họ Dermestidae. Loài này được Chobaut miêu tả khoa học năm 1898.